# Etreux British Cemetery
Etreux British Cemetery is een Britse militaire begraafplaats met gesneuvelden uit de Eerste Wereldoorlog, gelegen in de Franse gemeente Étreux (departement Aisne). De begraafplaats werd ontworpen door George Goldsmith en ligt aan de Rue de l’Eclaireur de Nice op bijna 1 km ten noorden van het centrum (Église de la Nativité-de-la-Sainte-Vierge). 
Ze heeft een nagenoeg trapeziumvormig grondplan met een oppervlakte van ruim 752 m² en wordt omsloten door een bakstenen muur, afgedekt met witte boordstenen. Zo’n 12 m voorbij de toegang staat centraal een Keltisch kruis als vervanging van het Cross of Sacrifice. De toegang aan de straatzijde bestaat uit een vierdelig metalen hek tussen bakstenen zuilen.
Langs de noordelijke en zuidelijke muur van de begraafplaats staan de individuele grafzerken opgesteld van de geïdentificeerde doden. Alle slachtoffers liggen in twee massagraven. Een bijhorende gedenksteen vermeldt de volgende tekst: In this cemetery are buried ninety six officers and men whose names are recorded on the headstones set against the walls and twenty six unidentified British soldiers. Vier slachtoffers liggen per twee tegen de oostelijke muur. De begraafplaats wordt onderhouden door de Commonwealth War Graves Commission.
Er worden 126 Britse doden herdacht waaronder 27 niet geïdentificeerde. Alle slachtoffers sneuvelden op 27 of 28 augustus 1914.

## Geschiedenis
De begraafplaats werd aangelegd in de nasleep van de achterhoedegevechten die werden geleverd door een detachement van het Britse expeditieleger tijdens de terugtrekking uit Bergen in augustus 1914. De meerderheid van de hier begraven soldaten behoorden tot het 2e bataljon van de Royal Munster Fusiliers, een regiment dat rekruteerde in de zuidelijke provincie van Ierland. 
Na de wapenstilstand werd de boomgaard waarin de slachtoffers waren begraven aangekocht door de familie van luitenant Frederick Styles, een officier van de Munsters die tijdens het achterhoedegevecht was omgekomen. De familie richtte het grote Keltische kruis op dat in het midden van de begraafplaats staat, met de eerbetuigingen aan de Munsters, evenals een stenen rustbank, twee herdenkingskruisen en een gedenkplaat. 
In 1924 werd de begraafplaats overgedragen aan de Franse staat en de zorg en de verantwoordelijkheid werd toevertrouwd aan de Commonwealth War Graves Commission.

## Graven
- George Norman Simms, kapitein bij de Royal Munster Fusiliers werd onderscheiden met het lidmaatschap van de Royal Victorian Order (MVO).
- de broers Charles James Roberts en George Ernest Roberts sneuvelden op dezelfde dag (27 augustus 1914) en waren korporaal bij de Royal Munster Fusiliers.
- soldaat Edward Keohane (Royal Munster Fusiliers) was 17 jaar toen hij op 27 augustus 1914 sneuvelde.